# 朱大鏞
朱大鏞（1882年—1946年），字平軒，四川省重慶府璧山縣獅子場新勝村人，廩生，日本明治大學畢業，法政科進士。
其子朱顯禎曾任川康綏靖公署任軍法處長、四川大學法律系主任兼教務長、代理四川大學校長、廣東大學法律系主任。曾任國民議會代表，中央大學、北京朝陽大學教授。

## 簡歷[2]
- 光緒年間，先後就讀於壁山縣城「重璧書院」、成都四川高等學堂。
- 光緒三十三年（1907年）4月12日，日本明治大學高等預科入學。
- 光緒三十四年（1908年）7月30日，高等預科修完後於9月12日法學部入學。
- 宣統三年（1911年）7月12日，日本明治大學第五十六回法科大學卒業並獲優等生。[3]
- 宣統三年（1911年）九月，經學部驗看考試列最優等，賞給法政科進士。[4]
- 民國元年（1912年）2月1日，高等審判廳川東上訴審判處處長[5]。共和黨四川支部主要領導人。
- 民國二年（1913年）3月2日，被選任四川省議會副議長。秋，被選為四川省議會議長，惟未被國務院承認。
- 民國十三年（1924年），川軍將領鄧錫侯任四川省長，聘朱大鏞任顧問兼省公署秘書長。
- 民國十五年（1926年），北伐時期，任鄧錫侯部國民革命軍二十八軍軍法處處長，少將銜。不久患中風疾病。
- 民國二十年（1931年），從成都歸故里璧山閒居養病。
- 民國二十一年（1932年），曾擔任民國第三次壁山縣誌「修志局」局長。
- 民國三十五年（1946年）病故，終年60餘歲。